# Pterolophia flavomarmorata
Pterolophia flavomarmorata là một loài bọ cánh cứng trong họ Cerambycidae.